# 多花山姜
多花山姜（学名：Alpinia polyantha）为姜科山姜属下的一个种。

## 扩展阅读
- 維基物種上的相關：多花山姜